# Kévin Monnet-Paquet
Kévin Monnet-Paquet (ur. 18 kwietnia 1988 w Bourgoin-Jallieu) – francuski piłkarz występujący na pozycji napastnika, obecnie zawodnik AS Saint-Étienne.

## Kariera klubowa
Jego matka pochodzi z Rwandy, a ojciec z Francji. 1 gola w seniorach RC Lens zdobył 23 stycznia 2008 roku z Valenciennes FC w wygranym meczu 2-1 na Stade Nungesser.
23 czerwca 2014 roku, podpisał kontrakt z AS Saint-Étienne.
| Sezon   | Klub              | Kraj    | Rozgrywki | Mecze | Bramki | Rozgrywki Europy | Mecze | Bramki |
| ------- | ----------------- | ------- | --------- | ----- | ------ | ---------------- | ----- | ------ |
| 2006/07 | RC Lens           | Francja | Ligue 1   | 5     | 0      | Liga Europy UEFA | 4     | 0      |
| 2007/08 | RC Lens           | Francja | Ligue 1   | 18    | 2      | Liga Europy UEFA | 1     | 0      |
| 2008/09 | RC Lens           | Francja | Ligue 1   | 35    | 7      | -                | -     | -      |
| 2009/10 | RC Lens           | Francja | Ligue 1   | 32    | 4      | -                | -     | -      |
| 2010/11 | RC Lens           | Francja | Ligue 1   | 3     | 0      | -                | -     | -      |
| 2010/11 | FC Lorient (wyp.) | Francja | Ligue 1   | 31    | 0      | -                | -     | -      |
| 2011/12 | FC Lorient        | Francja | Ligue 1   | 35    | 6      | -                | -     | -      |
| 2012/13 | FC Lorient        | Francja | Ligue 1   | 35    | 6      | -                | -     | -      |
| 2013/14 | FC Lorient        | Francja | Ligue 1   | 36    | 4      | -                | -     | -      |
| 2014/15 | AS Saint-Étienne  | Francja | Ligue 1   | 16    | 1      | Liga Europy UEFA | 6     | 1      |

Stan na: 14 grudzień 2014 r.

## Kariera reprezentacja
Monnet-Paquet w 2007 roku był reprezentantem Francji U-21 w piłce nożnej.